# Hōjō Tokimune
Hōjō Tokimune (北条 時宗?   5 de junio de 1251 – 20 de abril de 1284), del clan Hōjō, fue el octavo shikken (regente de Japón) del shogunato Kamakura (1268 -1284), conocido por conducir las fuerzas japonesas contra la invasión de los mongoles, por extender el budismo Zen, y por la extensión del Bushidō entre la clase guerrera.

## Vida
Nacido como el hijo mayor del quinto regente Tokiyori de la Casa Adachi, Tokimune se hizo shikken a la edad de 18 años.
Es debido a él que el budismo Zen fue establecido en Kamakura, más tarde en Kioto, y en todo Japón, sobre todo entre la clase guerrera.
En 1271, él desterró a Nichiren a la Isla de Sado.

## Desafío de los Mongoles
Los mongoles habían enviado emisarios con una carta amenazante a Japón en enero de 1268. Después de la discusión de la carta, Tokimune decidió hacerlos regresar sin respuesta. Los mongoles enviaron emisarios repetidas veces, el 7 de marzo de 1269, el 17 de septiembre de 1269, el septiembre de 1271 y el mayo de 1272. Pero Tokimune mantenía a los emisarios de Kublai Khan sin el permiso de desembarcar. Poco después vino la primera invasión de 1274. Pero aún después de la fracasada invasión, cinco emisarios fueron enviados a Kyūshū, en septiembre de 1275, rechazando marcharse sin la respuesta.
Tokimune respondió enviándolos a Kamakura y luego los decapitó. Las tumbas de los cinco emisarios mongoles existen hasta este día en Kamakura en Tatsunokuchi. Entonces otra vez el 29 de julio de 1279, otros cinco emisarios son enviados, y otra vez decapitados, esta vez en Hakata. A la espera de una invasión, el 21 de febrero de 1280, Órdenes judiciales Imperiales de todos los templos y lugares santos rezaron para una victoria sobre el Imperio mongol. Kublai Khan juntaba sus tropas para otra invasión en 1281, que otra vez fue un fracaso debido a un tifón.

## Consejo Zen
La invasión de los mongoles había sido destruida por un tifón (Kamikaze o "viento divino"), y la resistencia de la nueva clase de guerreros conocidos como samuráis. Tokimune planificó y condujo la defensa. Tokimune quiso derrotar su cobardía, entonces consultó a Bukko, un maestro Zen, para pedir consejo. Bukko le contestó que entrara en meditación para encontrar la fuente de su cobardía en sí mismo.
Cuando los mongoles invadieron Japón, Tokimune fue a Bukko y dijo: "Finalmente ha llegado el mayor acontecimiento de mi vida." Bukko preguntó, "¿Cómo piensa afrontarlo?" Tokimune gritó "Katsu!!" ("Victoria!"), como si quisiera asustar a todos los enemigos que tenía frente a él. Bukko respondió con satisfacción: "Es verdad que el hijo de un león ruge como un león!"
Cuando Tokimune murió, Bukko dijo de él: "Fue un Bodhisattva, miró por el bienestar de la gente, no mostró ningún signo de alegría o cólera y estudió Zen fervientemente. Alcanzará la iluminación".